# Tanakpur
Tanakpur é uma cidade  no distrito de Champawat, no estado indiano de Uttaranchal.

## Demografia
Segundo o censo de 2001, Tanakpur tinha uma população de 15,810 habitantes. Os indivíduos do sexo masculino constituem 53% da população e os do sexo feminino 47%. Tanakpur tem uma taxa de literacia de 65%, superior à média nacional de 59.5%: a literacia no sexo masculino é de 71% e no sexo feminino é de 58%. Em Tanakpur, 15% da população está abaixo dos 6 anos de idade.